# Меньшагин, Владимир Дмитриевич
Влади́мир Дми́триевич Меньша́гин (1897—1977) — советский учёный-правовед, специалист в области уголовного права, доктор юридических наук, профессор, Заслуженный деятель науки РСФСР.

## Биография
Родился 17 июля (4 июля) 1897 г. в дер. Шиково Тверской губернии в семье священника.
С сентября по декабрь 1916 г. обучался на физико-математическом факультете Московского университета.
В декабре 1916 г. поступил в Александровское военное училище в г. Москве, которое окончил в апреле 1917 г. До декабря 1917 г. состоял на службе в царской армии, имел звание прапорщика.
С января по август 1918 г. работал преподавателем математики в Петровско-Серпуховском училище г. Москвы (Советская трудовая школа).
1 августа 1918 г. добровольно вступил в Красную Армию и проходил военную службу по 1 августа 1923 г.
С января по июль 1921 г. участвовал в ликвидации Антоновских банд в Тамбовской губернии.
В 1923 г. после демобилизации из Красной Армии поступил на факультет общественных наук в 1-й Московский Гос. Университет, который окончил в 1926 г.
После окончания университета поступил в аспирантуру Института Советского права, которую успешно оканчивает в 1930 г.
В 1928 г. начал преподавательскую работу в МГУ на кафедре уголовного права в качестве ассистента. Профессор факультета МГУ с 1928 г.
Решением Совета Московского юридического Института от 21 ноября 1937 г. (протокол № 2) присуждена учёная степень кандидата юридических наук без защиты диссертации.
Решением Высшей Аттестационной Комиссии от 11 мая 1939 г. (протокол № 20) утверждён в учёном звании профессора по кафедре уголовного права.
После окончания аспирантуры и до начала Великой Отечественной войны работал на различных преподавательских должностях. С началом войны был призван из запаса в ряды Красной Армии и направлен для прохождения военной службы в Военно-юридическую академию РККА.
В 1941—1953 гг. преподавал в Военно-юридической академии РККА. В 1953 г. был уволен в запас.
На основании защиты 28 января 1952 г. в совете ВЮА СА диссертации «Преступление против обороны СССР» был утверждён в учёной степени доктора юридических наук (Выписка из протокола № 16 от 27 сентября 1952 г.).
В 1953 г. был уволен в запас. С 1954 по 1976 гг. работал заведующим кафедрой уголовного права юридического факультета МГУ.
В. Д. Меньшагин — автор свыше 100 научных работ по уголовному праву, среди которых: «Преступления против порядка управления» (М., 1938); «Преступления против обороны СССР» (М., 1946); "Основные разделы Особенной части курса «Советское уголовное право. В 2 т.» (1955—1960 гг., в соавт.) и др.
Обладая богатейшим научным и педагогическим опытом, В. Д. Меньшагин принимал непосредственное участие в создании учебников по уголовному праву. На его работах подготовлено большое число научных и практических кадров.
Внёс большой вклад в кодификацию уголовного законодательства, был консультантом юридического отдела Президиума Верховного Совета СССР по вопросам дальнейшего совершенствования уголовного законодательства. Многие годы являлся членом научно-консультативного Совета при Верховном Суде СССР и Методического Совета при Прокуратуре Союза ССР.
Умер в 1977 г.

## Трудовая деятельность
- 01.1918—08.1918 г. — Петровско-Серпуховское училище г. Москвы (Советская трудовая школа). Преподаватель математики.
- 09.1918—08.1923 г. — Служба в Красной Армии.
- 1923—1926 г. — 1-й Московский Университет. Студент.
- 1926—1930 г. — Институт Советского права. г. Москва. Аспирант.
- 05.1926—06.1930 г. — Московский кабинет по изучению преступности. Научный сотрудник.
- 10.1927—06.1931 г. — 1-й МГУ. Ассистент кафедры уголовного права.
- 02.1931—08.1941 г. — Московский юридический институт НКО СССР. Доцент и профессор.
- 06.1931—11.1936 г. — Научно-исследовательский институт судебной психиатрии. Учёный секретарь.
- 07.1936—07.1941 г. — Всесоюзный НИИ юридической наук. Профессор секции уголовного права.
- 02.1930—09.1932 г. — Центральная высшая школа Рабочее-крестьянской милиции. Преподаватель уголовного права.
- 09.1929—03.1933 г. — Высшие юридические курсы при НКО СССР. Преподаватель уголовного права.
- 1954—1976 г. — МГУ. Заведующий кафедрой уголовного права юридического факультета.

## Служба в Вооружённых Силах
Воинские звания:
- Интендант 2 ранга (Приказ НКО № 18/3 1939 г.).
- Майор юстиции (Приказ НКО № 02106 от 25.03.1943 г.).
- Подполковник юстиции (Приказ Начальника ГлавПУРККА № 02817/п от 22.09.1944 г.).
- Полковник юстиции (Приказ Военного Министра СССР № 01239 от 27.07.1950 г.).

Прохождение военной службы:
- 1.08.1918—01.1919 г. — Инструктор пулемётного дела. Московская школа траншейной артиллерии.
- 01.1919—11.1920 г. — Инструктор пулемётного дела и заведующий карантийно-распределительным пунктом.
- 02.1920—08.1920 г. — Командир взвода пулемётной роты. Отдельный пулемётный батальон МВО № 4.
- 08.1920—08.1923 г. — Помощник начальника пулемётной команды, командир взвода. Отдельный батальон по охране Реввоенсовета и штаба РККА.
- 1923—1941 гг. — В запасе.
- 21.08.1941—24.01.1945 г. — Преподаватель кафедры уголовного права Военно-юридической Академии РККА (Приказ ВЮА РККА от 5.09.1941 г. № 194 г.).
- 24.01.1945—5.06.1953 г. — Старший преподаватель кафедры уголовного права Военно-юридической Академии РККА (Приказ ПУРККА № 0316 от 24.01.1945 г.).

Уволен в запас Приказ МО СССР № 01953 по ст. 59 п «б». от 5.06.1953 г. Прослужил в Вооружённых Силах в общей сложности 18 лет.

## Награды и звания
- Заслуженный деятель науки РСФСР (1964)
- Орден Красной Звезды (19.02.1952)
- Медаль «За боевые заслуги»
- Медаль «За победу над Германией в Великой Отечественной войне 1941—1945 гг.»
- Юбилейная медаль «30 лет Советской Армии и Флота»

## Основные труды
- Очаги преступности // Преступник и преступность. Сб. 2. М.: Изд-во Мосздравотдела, 1927. С. 165—191.
- Убийства // Убийства и убийцы. М.: Изд-во Мосздравотдела, 1928. С. 33—86.
- Дом для нищих // Нищенство и беспризорность. М.: Изд-во Мосздравотдела, 1929. С. 240—263.
- Современное нищенство // Нищенство и беспризорность. М.: Изд-во Мосздравотдела, 1929. С. 57—115 (в соавт.).
- Уголовное право. Часть особенная: Государственные преступления. М.: Юрид. изд-во НКЮ СССР, 1938. 160 с. (соавт. — Герцензон А. А., Ошерович Б. С., Пионтковский А. А.).
- Уголовное право. Общая часть: Учебник. М.: Юрид. изд-во НКЮ СССР, 1938. 408 с. (соавт. — Герцензон А. А., Дурманов Н. Д., Исаев М. М., Маньковский Б., Меньшагин В. Д., Ошерович Б. С., Пионтковский А. А., Трайнин А. Н., Утевский Б. С.).
- Преступления против органов власти. М.: Юрид. изд-во НКЮ СССР, 1939. 38 с.
- Охрана избирательных прав советских граждан. М.: Юрид. изд-во НКЮ СССР, 1939. 36 с.
- Уголовное право. Общая часть: Учебник 2-е изд., перераб. и доп. М.: Юрид. изд-во НКЮ СССР, 1939. 331 с. (соавт. — Герцензон А. А., Дурманов Н. Д., Исаев М. М., Маньковский Б., Ошерович Б. С., Пионтковский А. А., Трайнин А. Н., Утевский Б. С., Под ред.: Герцензон А. А., Ошерович Б. С., Пионтковский А. А.).
- Уголовное право. Особенная часть: Учебник 2-е изд., перераб. М.: Юрид. изд-во НКЮ СССР, 1939. 527 с. (соавт. — Герцензон А. А., Дурманов Н. Д., Исаев М. М., Ошерович Б. С., Пинтковский А. А., Солнцев К. И., Трайнин А. Н., Под ред.: Герцензон А. А., Пионтковский А. А.).
- Опыт комментария ст. ст. 59`3, 59`3в, 73, 95 Уголовного кодекса РСФСР // Советская юстиция. № 8. М.: Юрид. изд-во НКЮ СССР, 1940. С. 7—13.
- Уголовный кодекс РСФСР. Комментарий. М.: Юрид. изд-во НКЮ СССР, 1941. 280 с. (соавт. — Вышинская З., Трайнин А., ред. — Голяков И. Т.).
- Преступления военного времени. (Библиотека военного юриста, вып. XI). Ашхабад: ВЮА, 1942. — 136 С.
- Уголовная ответственность за дезертирство. Ашхабад, 1942.
- К вопросу о соучастии и стадиях развития преступления по советскому военно-уголовному праву. // Труды ВЮА. Вып. 3. Ашхабад: ВЮА, 1943. С. 80 — 95.
- Уголовное право. Особенная часть: Учебник 3-е изд., перераб. и доп. М.: Юрид. изд-во НКЮ СССР, 1943. 479 с. (соавт. — Вышинская З. А., Дурманов Н. Д., Исаев М. М., Меньшагин В. Д., Ошерович Б. С., Пионтковский А. А., Солнцев К. И., Трайнин А. Н., Под общ. ред.: Голяков И. Т., Ред.: Исаев М. М., Ошерович Б. С., Пионтковский А. А.).
- Формы виновности в воинских преступлениях // Социалистическая законность. 1944. № 5 — 6. С. 10 — 17.
- Формы виновности по воинским преступлениям. // Ученые записки ВИЮН, вып. 4. Сборник статей по истории и теории военного права. М.: Юриздат, 1945. С. 68 — 83.
- О необходимой обороне в военно-уголовном праве. // Труды ВЮА. Вып. 4. М.: ВЮА, 1945. С. 126—146.
- Преступления против порядка управления / Меньшагин В. Д.; Под ред.: Голяков И. Т. — М.: Изд-во НКЮ СССР, 1945. — 56 c.
- Преступления против порядка управления. М.: Юрид. изд-во НКЮ СССР, 1945. 56 с.
- Преступления против обороны. Учебное пособие. М.: РИО ВЮА, 1946. — 128 С.; Рецензия: Мураховский П. С. // Советское государство и право. 1946. № 11 — 12.
- Особенности отдельных институтов Общей части советского военно-уголовного права. Тезисы доклада на научной сессии, посвященной 20-летию ВИЮН (1925—1945) М.: ВИЮН, 1946. С. 66 — 67.
- Преступления против обороны: Учебное пособие. М.: ВЮА, 1946.
- Уголовный кодекс РСФСР. Комментарии 2-е изд. М.: Юрид. изд-во НКЮ СССР, 1946. 340 с. (соавт. — Вышинская З., Трайнин А.).
- Уголовное право. Учебник 2-е изд., доп. М.: Юрид. изд-во НКЮ СССР, 1947. 358 с. (соавт. — Вышинская З. А., Герцензон А. А., Меньшагин В. Д., Ошерович Б. С., Утевский Б. С., Под ред.: Герцензон А. А., Ошерович Б. С., Под общ. ред.: Голяков И. Т.).
- Усиление охраны личной собственности граждан. Указ Президиума ВС СССР от 4 июня 1947 г. М.: Юрид. изд-во НКЮ СССР, 1948. 52 с.
- Советское уголовное право. Учебник. М.: Госюриздат, 1950. 520 с. (соавт. — Вышинская З. А.).
- Уголовная ответственность за разглашение военной тайны. // Труды ВЮА. Вып. 13. М.: РИО ВЮА, 1951. С. 72 — 128.
- Преступления против обороны СССР: Автореф. дисс. … докт. юрид. наук. М.: РИО ВЮА, 1951. — 65 С.
- Преступления против обороны СССР: Дисс. … докт. юрид. наук. М., 1951.
- О понятии преступления против обороны СССР. // Советское госу-дарство и право. 1952. № 8. С. 25.
- О понятии преступления против обороны СССР // Советское государство и право. 1952. № 8.
- Пионтковский, А. А., Меньшагин, В. Д. Курс советского уголовного права. Особенная часть. Том 1 / А. А. Пионтковский, В. Д. Меньшагин. — М. :Госюриздат,1955. 800 с. Библиогр. в подстрочных ссылках.
- Советское уголовное право. Часть особенная: Учебное пособие. М.: Изд-во Моск. ун-та, 1957. 544 с. (соавт. — Васильев А. Н., Кириченко В. Ф., Кригер Г. А., Кузнецова Н. Ф., Леонтьев Б. М., Орлов В. С., Ромашкин П. С., Трайнин А. Н., Чхиквадзе В. М., Шаргородский М. Д., Под общ. ред.: Меньшагин В. Д., Ромашкин П. С., Трайнин А. Н.).
- Основные принципы применения наказания по советскому уголовному праву // Применение наказания по советскому уголовному праву. М.: Изд-во Моск. ун-та, 1958. С. 3—17.
- Чхиквадзе В. М. Воинские преступления. // Курс советского уголовного права в 2-х томах. Том 2: Особенная часть. / А. А. Пионтковский, В. Д. Меньшагин, В. М. Чхиквадзе. М.: Госюриздат, 1959.
- О новом Законе об уголовной ответственности за воинские преступления. // БВК ВС СССР и УВТ. 1959. № 35. С. 37 — 55.
- К вопросу о разработке особенной части уголовных кодексов союзных республик // Советское государство и право. № 7. М.: Наука, 1959. С. 96—105.
- О законах об уголовной ответственности за государственные и воинские преступления. // Материалы совместного заседания ученых советов института права АН СССР и юридического факультета МГУ 13 января 1959 г. М.: Госюриздат, 1959.
- Научно-практический комментарий к Закону об уголовной ответственности за государственные преступления. М.: Госюриздат, 1960. 71 с. (соавт. — Куринов Б. А.). 2-е изд., перераб. М.: Юрид. лит., 1961. 114 с.
- Особенности Уголовного кодекса РСФСР // Особенности уголовных кодексов союзных республик. Сборник статей. М.: Юрид. лит., 1963. С. 64—120.
- Новое общесоюзное уголовное законодательство // Особенности уголовных кодексов союзных республик. Сборник статей. М.: Юрид. лит., 1963. 3—63.
- Советское уголовное право. Часть особенная: Учебник. М.: Изд-во Моск. ун-та, 1964. 448 с. (соавт. — Дурманов Н. Д., Кригер Г. А., Кудрявцев В. Н., Кузнецова Н. Ф., Курляндский В. И., Леонтьев Б. М., Мендельсон Г. А., Орлов В. С., Ткачевский Ю. М., Под ред.: Дурманов Н. Д., Кригер Г. А., Меньшагин В. Д.).
- Советское уголовное право. Общая часть: Учебник. М.: Изд-во Моск. ун-та, 1969. 458 с.

(соавт. — Дурманов Н. Д., Кригер Г. А., Кузнецова Н. Ф., Куринов Б. А., Леонтьев Б. М., Орлов В. С., Ткачевский Ю. М., Тяжкова И. М.).
- Советское уголовное право. Особенная часть: Учебник. М.: Изд-во Моск. ун-та, 1971. 464 с. (соавт. — Дурманов Н. Д., Кригер Г. А., Кузнецова Н. Ф., Куринов Б. А., Леонтьев Б. М., Орлов В. С., Ткачевский Ю. М., Тяжкова И. М., Шишов О. Ф.).
- Советское уголовное право. Общая часть: Учебник. М.: Изд-во Моск. ун-та, 1974. 445 с.

(соавт. — Гальперин И. М., Дурманов Н. Д., И. И. Карпец, Кригер Г. А., Кудрявцев В. Н., Кузнецова Н. Ф., Куринов Б. А., Курляндский В. И., Леонтьев Б. М., Орлов В. С., Ткачевский Ю. М., Тяжкова И. М., Шишов О. Ф.).
- Советское уголовное право. Особенная часть: Учебник 2-е изд., перераб. и доп. М.: Изд-во Моск. ун-та, 1975. 471 с. (соавт. — Борзенков Г. Н., Дурманов Н. Д., Красиков Ю. А., Кригер Г. А., Кудрявцев В. Н., Кузнецова Н. Ф., Куринов Б. А., Курляндский В. И., Леонтьев Б. М., Орлов В. С., Ткачевский Ю. М., Тяжкова И. М., Под ред.: Дурманов Н. Д., Кригер Г. А., Меньшагин В. Д.).
- Уголовное право. История юридической науки. М.: Наука, 1978. 309 с. (соавт. — Дурманов Н. Д., Келина С. Г., Кригер Г. Л., Меньшагин В. Д., Пионтковский А. А., Ромашкин П. С., Шишов О. Ф., Отв. ред.: Кудрявцев В. Н.).